# Campeonato Mundial de Ciclismo en Ruta de 1930
Los Campeonatos del mundo de ciclismo en ruta de 1930 se celebró en la localidad belga de Lieja el 30 de agosto de 1930. 

## Resultados
| Evento                     | Oro              | Oro        | Plata          | Plata | Bronce                  | Bronce |
| -------------------------- | ---------------- | ---------- | -------------- | ----- | ----------------------- | ------ |
| Pruebas masculinas         |                  |            |                |       |                         |        |
| Hombres - carrera en línea | Alfredo Binda    | 7h 30' 45" | Learco Guerra  | m.t.  | George Ronsse · Bélgica | m.t.   |
| Amateur - carrera en línea | Giuseppe Martano | 7h 05' 35" | Eugenio Gestri | m.t.  | Rudolph Risch Dinamarca | m.t.   |